# Standard de Liège (féminines)
Pour les articles homonymes, voir Fémina.
Maillots
Actualités
Le Standard de Liège (féminines) est un club belge de football féminin situé à Liège dans la Province de Liège. C'est le club de football féminin belge le plus titré: 20 titres de Champion de Belgique, 10 Coupes de Belgique, 7 Super Coupe de Belgique, 2 BeNe SuperCup ainsi qu'un titre de Champion de Belgique et des Pays-Bas (le Standard est la seule formation belge à avoir remporté cette compétition).

## Histoire
Le club est créé en 1971 sous le nom de Saint-Nicolas FC Liège et devient pour la première fois champion de Belgique en 1974. La saison suivante, il est rebaptisé Standard Fémina de Liège. En vingt ans, le club remportera 11 titres et 4 Coupes. À partir de 1995, les Liégeoises connaissent une période de disette qui prendra fin lorsqu'elles soulèvent à nouveau la Coupe de Belgique en 2006. Trois années plus tard, le Standard Fémina remporte son 13e titre. Suivront deux autres en 2011 et en 2012 ainsi qu'une Coupe de Belgique et deux Super Coupes de Belgique. Le Standard Fémina de Liège participe aussi à huit reprises à la Ligue des Champions.
En mai 2012, le Standard Fémina de Liège devient la section féminine du Standard de Liège afin de pouvoir participer à la BeNe Ligue. Le club y termine deux fois 2e derrière le FC Twente en 2012-2013 et en 2013-2014 avant d'emporter le titre, devant le même FC Twente, en 2014-2015.
En 2015, la Super League est créée et le Standard de Liège (féminines) en devient le 1er champion, un titre qu'elles confirmeront en 2016 et 2017. Les Rouchettes détiennent en Belgique le record du plus grand nombre de titres (20) et de titres consécutifs (7).
En 2023, une 9e Coupe de Belgique s'ajoute à leur palmarès avec 9027 spectateurs en tribunes (record d'affluence pour un match de football féminin). En 2025, elle remporte la Coupe de Belgique pour la dixième fois.
Le club a participé 8 fois à la Ligue des Champions mais n'a jamais franchi le tour initial (16e de finale ou phase de qualification).
Les Liégeoises sont les seules à avoir réalisé le quadruplé Championnat-Coupe de Belgique-Super Coupe de Belgique-BeNe SuperCup en 2012.

## Dates importantes
- 1971 : les joueuses du Standard basket club de Liège, section du Standard de Liège, fondent une équipe de football et jouent leur première rencontre officielle le 1er mai 1971 sous le nom de Saint-Nicolas FC Liège.
- 1974 : l'équipe est inscrite auprès de l'U.R.B.S.F.A. sous le nom Standard Fémina de Liège, section du Standard de Liège. Le club reçoit le matricule 8200. Le Standard Fémina de Liège remporte son premier titre de Champion de Belgique.
- 1975 : M. Albert Tilkin, membre du Conseil d'Administration du Standard de Liège, offre au Standard Fémina de Liège un nouveau bâtiment situé dans l'enceinte du stade du Standard de Liège à Sclessin, comprenant une buvette et des vestiaires.
- mai 1976 : le Standard Fémina de Liège remporte sa première Coupe de Belgique, le club liégeois réalise son premier doublé Championnat-Coupe.
- 1984 : première Super Coupe de Belgique, premier doublé Championnat-Super Coupe de Belgique.
- mai 1986 : triplé Championnat-Coupe de Belgique-Super Coupe de Belgique.
- mai 1994 : 12e titre de Champion de Belgique. Il faudra attendre quinze ans avant le suivant.
- mai 1995 : 4e Coupe de Belgique.
- 1995-2006 : le club liégeois vit une période difficile, navigue entre la 3e et la 5e place et terminera même 6e en 2006-2007.
- mai 2006 : après onze années sans trophée, le Standard Fémina de Liège remporte la Coupe.
- mai 2009 : treizième titre de champion, quinze ans après le dernier. Cinquième Super Coupe de Belgique.
- 30 septembre 2009: le Standard Fémina de Liège dispute son premier match de Ligue des Champions.
- novembre 2009 : à l'occasion du déplacement au DVC Eva's Tienen, quelques fans du Standard Fémina de Liège décident de créer un groupe de supporters: les Ultras SFL, ce qui est unique en Belgique pour une équipe féminine de football.
- mars 2010 : le club se voit remettre le Perron d'Or de la Ville de Liège ainsi que le Mérite Sportif Collectif féminin.
- avril 2011 : le Standard Fémina de Liège est invité au Québec à l'occasion des 100 ans de l'Association canadienne de soccer. Le club liégeois y dispute deux rencontres contre l'Amiral SC de Québec dans le cadre d'un tournoi. 
 Il enlève aussi son quatorzième titre de Champion de Belgique sur le terrain de son principal rival, le RSC Anderlecht.
- mai 2011 : le club est reçu par Yves Leterme, le Premier ministre belge, au Lambermont. C'est une première pour une équipe de football féminine.
- août 2011 : sixième Super Coupe de Belgique face à Waasland Beveren-Sinaai Girls et première BeNe SuperCup face au FC Twente.
- 27 septembre 2011 : le Standard Fémina de Liège dispute pour la 2e fois la Ligue des Champions.
- 6 octobre 2011 : 1re victoire en Ligue des Champions: 3-4 à Brøndby IF.
- mai 2012 : 7e Coupe de Belgique au détriment du WD Lierse SK sur le score de 2-3. En battant le Beerschot Antwerpen Dames 0-1, le Standard Fémina de Liège devient Champion de Belgique pour la 15e fois de son histoire. C'est le 2e titre consécutif et le 3e en 4 ans. Le club liégeois réalise ainsi le doublé Championnat-Coupe de Belgique, ce qui n'était plus arrivé depuis 22 ans. Le Standard Fémina de Liège remporte donc quatre des cinq compétitions auxquelles il a participé: Championnat de Belgique, Coupe de Belgique, Super Coupe de Belgique et BeNe SuperCup. 
Le Standard Fémina de Liège devient la section féminine du Standard de Liège.
- août 2012 : 7e Super Coupe de Belgique et donc triplé Championnat-Coupe de Belgique-Super Coupe de Belgique. Ce n'était plus arrivé depuis 1986. 
2e BeNe SuperCup consécutive face à ADO Den Haag (Pays-Bas). Quadruplé Championnat-Coupe de Belgique-Super Coupe de Belgique-BeNe SuperCup.
- 26 septembre 2012 : le Standard de Liège section féminine dispute, pour la 2e fois consécutive et la 3e fois au total, la Ligue des Champions contre le 1. FFC Turbine Potsdam.
- 24 novembre 2012: grâce à sa victoire 0-4 à Dames Zulte Waregem, le Standard de Liège (féminines) est le 1er club assuré de jouer en BeNe Ligue A.
- 30 mars 2013: le Standard de Liège (féminines) est le 1er champion de printemps de la BeNe Ligue à la suite de sa victoire, 3-0, face à ADO La Haye.
- 3 mai 2013: le Standard de Liège (féminines) est champion de Belgique pour la 16e fois de son histoire.
- 25 mai 2013: 2e de la première édition de la BeNe Ligue.
- 29 mai 2013: Roland Duchâtelet, président du Standard de Liège, devient aussi président de la section féminine.
- 9 octobre 2013: 16es de finale aller de la Ligue des Champions, partage 2-2 contre Glasgow LFC.
- 17 octobre 2013: 16es de finale retour, défaite 3-1 à Glasgow .
- 21 mars 2014: championnes de Belgique pour la 17e fois. C'est le 4e titre consécutif après ceux de 2011, 2012 et 2013. Les Liégeoises égalent ainsi le record de quatre titres consécutifs détenu conjointement par le KFC Rapide Wezemaal et le VC Dames Eendracht Alost.
- 10 mai 2014: 7e Coupe de Belgique en battant nettement le Club Bruges KV. 4e doublé Championnat-Coupe.
- 6 juin 2014: le Standard de Liège (féminines) termine 2e, pour la 2e fois consécutive, de la BeNe Ligue.
- juillet 2014: un club officiel de fans voit le jour: Les Rouchettes avec, comme slogan, Red Girls on Fire. Il fait partie de la Famille des Rouches, ASBL regroupant les clubs des supporteurs du Standard de Liège.
- 11 août 2014: plus nette victoire en Ligue des Champions (10-0). C'est aussi le record pour un club belge dans cette compétition.
- 14 août 2014: malgré leur victoire contre ASA Tel-Aviv, les rouges et blanches ne se qualifient pas pour les seizièmes de finale de la Ligue des Champions.
- 27 février 2015: championnes de Belgique pour la 18e fois, la 5e consécutive (ce qui constitue un record en Belgique).
- 8 mai 2015: championnes de Belgique et des Pays-Bas et doublé inédit Championnat de Belgique et des Pays-Bas-Championnat de Belgique.
- 7 octobre 2015: 6e participation à la Ligue des champions. Toutefois, les Liégeoises ne parviennent pas à dépasser les 16e de finale à la suite de leurs deux défaites (0-2 et 6-0) face aux tenantes du titre, les Allemandes du 1. FFC Francfort.
- 20 mai 2016: 6e titre consécutif (le 7e en huit ans) : le club liégeois est le premier lauréat de la nouvelle Super League.
- 28 août 2016: 7e participation à la Ligue des champions : tour de qualification à Osijek en Croatie, 2e place et éliminination.
- 5 mai 2017: 20e titre, le 7e titre consécutif et le 8e en neuf ans.
- 28 août 2017: 8e participation à la Ligue des champions : tour de qualification à Parnu en Estonie, 2e place et élimination mais nouveau score record pour un club belge (11-0).
- 26 mai 2018: 8e victoire en Coupe de Belgique (2-0 contre Genk Ladies).
- 22 avril 2019: 14e finale de Coupe de Belgique, contre AA Gand Ladies, défaite 2 buts à 0.
- 14 mai 2022: 15e finale de Coupe de Belgique, contre le RSC Anderlecht, défaite 3 buts à 0.
- 11 mars 2023 : qualification pour une 5e finale consécutive de Coupe de Belgique, record national[2].
- 21 mars 2023 : le club annonce professionnaliser ses joueuses à partir de la saison 2023-2024[3].
- 18 mai 2023 : 9e victoire en Coupe de Belgique (3-0 contre Genk Ladies après prolongation)[4]. Le record d'affluence pour un match de football féminin belge avec 9027 supporters[5].
- 5 juillet 2023 : le Standard Fémina annonce sur les réseaux sociaux disputer tous les matchs de championnat dans le stade de Sclessin à partir de la saison 2023-2024.
- 7 janvier 2025 : décès à l'âge de 87 ans de Nelly Malaise, fondatrice du Standard Fémina de Liège en 1971[6],[7].
- 21 avril 2025 : le Standard Fémina remporte sa dixième coupe de Belgique contre le RSC Anderlecht sur le score de 0-1[8].

## Palmarès

### Équipe A
- Champion de Belgique (20) : 1974 - 1976 - 1977 - 1978 - 1982 - 1984 - 1985 - 1986 - 1990 - 1991 - 1992 - 1994 - 2009 - 2011 - 2012 - 2013 - 2014 - 2015 - 2016 - 2017
- Vice-champion de Belgique (8) : 1975 - 1981 - 1993 - 1995 - 2010 - 2019 - 2020 - 2024
- Champion de Belgique et des Pays-Bas (1) : 2015
- Vice-champion de Belgique et des Pays-Bas (2) : 2013 - 2014
- Coupe de Belgique
  - Vainqueur (10) : 1986 - 1989 - 1990 - 1995 - 2006 - 2012 - 2014 - 2018 - 2023 - 2025
  - Finaliste (8) : 1977 - 1982 - 1991 - 1992 - 2009 - 2019 - 2020 - 2022
- Vainqueur de la Super Coupe de Belgique (7) : 1984 - 1986 - 1989 - 1994 - 2009 - 2011 - 2012
- Doublé BeNe Ligue-Championnat de Belgique (1) : 2015
- Doublé Championnat-Coupe de Belgique (4) : 1986 - 1990 - 2012 - 2014
- Doublé Championnat-Super Coupe de Belgique (5) : 1984 - 1994 - 2009 - 2011 - 2012
- Doublé Championnat-BeNe SuperCup (2): 2011 - 2012
- Triplé Championnat-Coupe de Belgique-Super Coupe de Belgique (2) : 1986 - 2012
- Quadruplé Championnat-Coupe de Belgique-Super Coupe de Belgique-BeNe SuperCup (1) : 2012
- BeNe SuperCup (2): 2011 - 2012
- Tournoi de Menton
  - Vainqueur (1) : 1982
  - Finaliste (6) : 1983 - 1990 - 1994 - 1995 - 2005 - 2017

#### Bilan
- 41 titres

### Équipe B
- Champion de D1 (1) : 2015
- Champion de D2 (1) : 2013
- Champion de D3 (1) : 2009
- Vainqueur de la Coupe de Belgique des équipes B (1) : 2009
- Finaliste de la Coupe de Belgique des équipes B (1) : 2008

#### Bilan
- 4 titres

### Équipe C
- Championnat de la Province de Liège (1) : 2014
- Vainqueur de la Coupe de la Province de Liège (1) : 2014
- Doublé Championnat de la Province de Liège-Coupe de la Province de Liège (1) : 2014

#### Bilan
- 2 titres

### Équipes de jeunes
- Vainqueur de la Coupe de Belgique U13 (1) : 2016
- Vainqueur de la Coupe de Belgique U16 (4) : 2003 - 2011 - 2014 - 2016
- Finaliste de la Coupe de Belgique U13 (3) : 2004 - 2016 - 2018
- Finaliste de la Coupe de Belgique U12 (1) : 2018
- Finaliste de la Coupe de Belgique U16 (1) : 2015

#### Bilan
- 5 titres

## Records

### Championnat de Belgique de football féminin
- 42 saisons en D1 y compris les deux premières saisons disputées en séries provinciales
- 20 titres de Champion de Belgique
- 7 titres consécutifs de Champion de Belgique: (2011, 2012, 2013, 2014, 2015, 2016, 2017)
- 32 fois dans le Top3
- 42 fois dans le Top5
- 50: le plus grand nombre de points obtenus dans un championnat avec la victoire à 2 points (1977-1978)
- 0: le nombre de défaites (1977, 1978, 1982, 1992)
- 6: le plus petit nombre de buts encaissés (1976)

### BeNe Ligue
- 3 saisons en BeNe Ligue
- 70: le plus grand nombre de points obtenus (2012-2013)
- 22: le plus grand nombre de victoires (2012-2013)
- 13: le plus grand nombre de victoires consécutives (2012-2013)
- 13: le plus grand nombre de matchs sans défaite (2012-2013)
- 10: le plus petit nombre de buts encaissés (2014-2015)

### Super League
- 9 saisons en Super League
- 55: le plus grand nombre de points obtenus (2016-2017)
- 18: le plus grand nombre de victoires (2016-2017)

### Ligue des Champions
- 8 participations à la Ligue des Champions
- 11-0: le plus gros score pour un club belge

## Ligue des Champions
| Saison    | Compétition                            | Tour                              | Pays | Club                      | Scores   |         |
| --------- | -------------------------------------- | --------------------------------- | ---- | ------------------------- | -------- | ------- |
| 2009-2010 | Ligue des champions féminine de l'UEFA | 16e de finale                     |      | Montpellier HSC           | 0-0, 3-1 | Éliminé |
| 2011-2012 | Ligue des champions féminine de l'UEFA | 16e de finale                     |      | Brøndby IF                | 0-2, 3-4 | Éliminé |
| 2012-2013 | Ligue des champions féminine de l'UEFA | 16e de finale                     |      | 1. FFC Turbine Potsdam    | 1-3, 5-0 | Éliminé |
| 2013-2014 | Ligue des champions féminine de l'UEFA | 16e de finale                     |      | Glasgow City LFC          | 2-2, 3-1 | Éliminé |
| 2014-2015 | Ligue des champions féminine de l'UEFA | Phase de qualification - groupe H |      | Atlético Ouriense         | 0-1      |         |
| 2014-2015 | Ligue des champions féminine de l'UEFA | Phase de qualification - groupe H |      | Cardiff Metropolitan LAFC | 10-0     |         |
| 2014-2015 | Ligue des champions féminine de l'UEFA | Phase de qualification - groupe H |      | ASA Tel-Aviv              | 1-0      | Éliminé |
| 2015-2016 | Ligue des champions féminine de l'UEFA | 16e de finale                     |      | 1. FFC Francfort          | 0-2, 6-0 | Éliminé |
| 2016-2017 | Ligue des champions féminine de l'UEFA | Phase de qualification - groupe 2 |      | FK Minsk                  | 1-3      |         |
| 2016-2017 | Ligue des champions féminine de l'UEFA | Phase de qualification - groupe 2 |      | ŽFK Dragon 2014           | 11-0     |         |
| 2016-2017 | Ligue des champions féminine de l'UEFA | Phase de qualification - groupe 2 |      | ŽNK Osijek                | 1-1      | Éliminé |
| 2017-2018 | Ligue des champions féminine de l'UEFA | Phase de qualification - groupe 3 |      | Pärnu JK                  | 2-0      |         |
| 2017-2018 | Ligue des champions féminine de l'UEFA | Phase de qualification - groupe 3 |      | Rīgas FS                  | 8-0      |         |
| 2017-2018 | Ligue des champions féminine de l'UEFA | Phase de qualification - groupe 3 |      | Ajax                      | 0-3      | Éliminé |

### Bilan
- 19 matchs ; 6 victoires, 3 nuls, 10 défaites ; 42 buts marqués, 37 buts encaissés

## Entraîneurs
- Freddy Debarsy (2000- 2003)
- Fery Ferraguzzi (2003-2004)
- Alain Georges (2004-2005)
- Momo Ayed (2005-2011)
- Henri Depireux (juillet 2011- octobre 2011)
- Patrick Wachel (octobre 2011- juin 2015)
- Benoit Waucomont (juillet 2015-juin 2016)
- Hamide Lamara (juin 2016-juin 2020)
- Stephane Guidi (juin 2020-juin 2025)
- Calogero Villardita (juin 2025-....)

## Rivalités
Le principal rival du Standard est Anderlecht, contre qui les Rouches disputent le Clasico féminin belge.